# Johanne Martel-Pelletier
 (avril 2025).
Motif : Absence de source secondaire centrée recevable pour démontrer l'admissibilité, ce que ne sont pas les bios sur les pages des prix reçus. Un prix prestigieux fait entrer dans des critères spécifiques, mais il ne se substitue pas à la nécessité de disposer de sources secondaires centrées
- Archive Wikiwix
- Bing
- Cairn
- DuckDuckGo
- E. Universalis
- Gallica
- Google
- G. Books
- G. News
- G. Scholar
- Persée
- Qwant
- (zh) Baidu
- (ru) Yandex
- (wd) trouver des œuvres sur Wikidata

| 1. | Préciser le motif de la pose du bandeau. | Précisez le motif de la pose du bandeau en utilisant la syntaxe suivante : {{admissibilité à vérifier\|date=mai 2025\|motif=remplacez ce texte par le motif}}                                 |
| 2. | Informer les utilisateurs concernés.     | Pensez à avertir le créateur de l'article, par exemple, en insérant le code ci-dessous sur sa page de discussion : {{subst:avertissement admissibilité à vérifier\|Johanne Martel-Pelletier}} |

Johanne Martel-Pelletier, née le 20 avril 1952 à Saint-Jean-sur-Richelieu, est une pharmacologue québécoise spécialisée dans l'étude des mécanismes moléculaires et de la physiopathologie de l'arthrite.

## Biographie
Diplômée en biologie moléculaire de l'Université du Québec à Montréal (baccalauréat, 1973), elle obtient ensuite une maîtrise (1975) et un doctorat (1979) en physiologie à l'Université de Montréal. Elle poursuit des études postdoctorales en biophysique à l'Université de Montréal (1979) puis en rhumatologie à l'Université de Miami (1981). Elle est nommée professeure adjointe de médecine à l'Université de Montréal en 1981, promue professeure agrégée en 1989, puis professeure titulaire en 1995.
En 1981, elle cofonde avec Jean-Pierre Pelletier (de) l'Unité de recherche en arthrose de l'hôpital Notre-Dame du Centre hospitalier de l'Université de Montréal (CHUM), où elle agit comme codirectrice.

### Travaux de recherche
Les recherches de Johanne Martel-Pelletier portent principalement sur la compréhension des mécanismes impliqués dans la physiopathologie de l'arthrose. Ses travaux incluent l'étude du catabolisme des tissus articulaires, leur réparation, ainsi que le développement de nouvelles stratégies thérapeutiques pour contrer cette maladie. Elle s'intéresse particulièrement aux mécanismes moléculaires des métalloprotéases, des cytokines pro- et anti-inflammatoires, et des facteurs de croissance, principalement chez l'humain. Elle étudie également la résorption de l'os sous-chondral chez les patients arthrosiques,.

## Distinctions
En 2010, Johanne Martel-Pelletier reçoit le prix international Roi-Fayçal en médecine, conjointement avec le chirurgien orthopédiste allemand Reinhold Ganz (de) et son époux et collègue Jean-Pierre Pelletier,.
Elle est également lauréate de plusieurs prix scientifiques, dont :
- le prix scientifique pour la recherche fondamentale en arthrose de la Ligue européenne contre le rhumatisme (en) (EULAR) en 1991 ;
- le prix de la Société internationale de recherche sur l'arthrose (OARSI) en 1992[4] ;
- le prix international Carol-Nachman pour la rhumatologie en 1996[3] ;
- le prix de la Ligue internationale des associations de rhumatologie (ILAR) en 2001[3].